# Клостермансфельд
Клостермансфельд (нем. Klostermansfeld) — община в Германии, в земле Саксония-Анхальт.
Входит в состав района Мансфельд. Подчиняется управлению Гербштедт. Население составляет 2560 человек (на 31 декабря 2010 года). Занимает площадь 8,80 км².